# De strijd van de stamhoofden
De strijd van de stamhoofden is het zevende album in de Asterix-stripreeks van René Goscinny en Albert Uderzo. De titel van het album was in het Nederlands tot 2005 De kampioen.

## Verhaal
Sinds de Romeinen Gallië hebben veroverd zijn de Gallische stammen opgesplitst in twee groepen: de stammen die hun eigen gebruiken en leefstijl willen behouden, en stammen die zo veel mogelijk Romeinse tradities en gebruiken overnemen. Deze tweede groep staat ook wel bekend als Gallo-Romeinen.
Na wederom te zijn verslagen door de onoverwinnelijke Galliërs komt de Romein Lepidus met een idee. Hij kent een Gallo-Romeinse stam met een uitzonderlijk sterk stamhoofd genaamd Nogalfix. Hij stelt voor om Nogalfix Heroïx, het stamhoofd van de onoverwinnelijke Galliërs, uit te laten dagen voor de Kampioenskrijg. Dit is een wedstrijd waarbij twee stamhoofden elkaar bevechten, en de winnaar leider wordt van beide stammen. Heroïx zal normaal ongetwijfeld winnen vanwege de toverdrank van Panoramix, maar de Romeinen maken plannen de druïde onschadelijk te maken.
Tijdens de poging Panoramix te ontvoeren komt Obelix tussenbeide en slaat de aanval af. Hij gooit echter per ongeluk een menhir op het hoofd van Panoramix waardoor deze zijn geheugen verliest en volledig doordraait. Derhalve kan hij geen toverdrank meer maken. Nogalfix wordt verwittigd door de Romeinen en maakt van deze gelegenheid gebruik en daagt Heroïx uit.
Ondertussen proberen Asterix, Obelix en Heroïx Panoramix zo ver te krijgen de toverdrank te maken, echter met veel ontploffende ketels tot gevolg. Een Romeins spion wordt als proefkonijn gebruikt wanneer de ketel niet meer ontploft (en deze nu op de bodem van een fikse krater te vinden is), welke alle kleuren van de regenboog uit slaat en op het laatste gewichtloos wordt, en al luchtzwemmend de aftocht blaast om zijn Centurio te verwittigen.
Omdat niks anders lijkt te werken, roepen de Galliërs uiteindelijk de hulp in van de druïde Amnésix, maar die verliest ook zijn geheugen nadat hij Obelix vraagt wat er precies gebeurd is. Obelix antwoordt door een demonstratie te geven en de druïde een mep met een menhir te verkopen. De twee doorgedraaide druïden beginnen willekeurig drankjes te maken en de effecten op elkaar uit te testen met allerlei hilarische uitkomsten en resultaten.
De dag van het gevecht breekt aan en de Galliërs zitten nog altijd zonder toverdrank. Heroix probeert de meubelen te redden door Nogalfix rond te laten lopen en hem zo tot fouten te bewegen. Dan komt onverwacht redding: Panoramix maakt per ongeluk een drankje dat zijn geheugen herstelt. Snel maakt hij de benodigde toverdrank. Het goede nieuws geeft Heroïx weer moed en hij slaat Nogalfix bewusteloos. De Romeinen pikken deze uitkomst van de strijd niet, maar de Galliërs verslaan hen met gemak. Door de klap verliest ook Nogalfix zijn geheugen en wordt zo een stuk aardiger dan voorheen. Heroïx besluit dat Nogalfix gewoon stamhoofd van zijn stam mag blijven, op voorwaarde dat zijn stam weer Gallisch wordt en niet Gallo-Romeins. Amnésix weet ondertussen ook weer te herstellen van zijn klap en neemt zijn praktijk weer over, welke nu mensen niet alleen helpt genezen, maar ook door schoonheidsfoutjes diezelfde mensen af en toe een mislukt drankje op doet drinken met kleurrijk bij-effect. 
Het banket lijkt echter te veranderen, als Obelix aankondigt toch op dieet te willen en enkel een biscuitje wil eten met weinig beleg ... Een everzwijn natuurlijk, tot het plezier van de overige dorpelingen.

## Personages
- Langelus, de centurio. Een parodie op Benito Mussolini. Zijn naam is van het Frans overgenomen en verwijst naar het angelus, maar wordt vaak als 'lange lus' gelezen. In de oorspronkelijke vertaling bleef de centurion naamloos.
- Lepidus. De wezelachtige Decurio die de strijd tussen de stamhoofden oppert om het Gallische dorp buiten strijd te brengen. Zijn naam is verwijzend naar 'lipide' of vetstof.
- Cassius Nogalfix. De Gallo-Romeinse stamleider van het dorpje Serum die 'zo sterk als het Capitool' wordt geacht door Lepidus en Heroix uitdaagt tot de kampioenenkrijg. Zijn naam is een kwinkslag naar Muhammad Ali (Cassius Clay) en 'nogal fiks', wat verwijst naar zijn forse en gespierde postuur.
- Amnésix. De druïde-psychiater die Panoramix komt onderzoeken en zelf door een menhir plat wordt geslagen. Zijn naam verwijst naar 'amnesie' oftewel geheugenverlies.

## Achtergronden bij het verhaal
- De Gallo-Romeinen staan in deze strip symbool voor de Vichy-Fransen die tijdens de Tweede Wereldoorlog samenwerkten met de Duitsers. De Vrije Fransen worden vertegenwoordigd door de bewoners van het Gallische dorpje. Voor de gelegenheid neemt hun leider Heroïx de pose aan van Charles de Gaulle en spreekt hij zijn dorpsgenoten aan als "Gaulois, Gauloises".
- De Romeinse Centurio is een karikatuur van Benito Mussolini, en wordt voorgesteld als altijd roepend, wat 'Il Duce' vaak placht te doen.
- Rondom de boksring wordt een hele kermis opgebouwd, inclusief een tent met botswagentjes (hier afgebeeld als strijdwagens met een stootring rondom) en een freak show; het reclamebord aan de ingang beeldt een Marsupilami af ('Marsupilamix'). Een verwijzing naar het fictieve dier dat verscheen in de stripreeks Robbedoes en Kwabbernoot.
- Op dezelfde kermis roept een man om dat "de kleine Duimpix" zijn ouders kwijt is: een referentie naar het sprookje van Klein Duimpje.
- In het Kiekeboealbum Geeeeef acht! (1982) camoufleert Kiekeboe zich als een boomstronk, net als de Romeinse legionair in dit album. Hij zegt: "Heb ik eens in Asterix gelezen." Een verliefd koppeltje dat met een mes hun namen in de boomstronk wil kerven zorgt er echter voor dat Kiekeboe met pijn wegrent en besluit: "Dát vertelden ze er in Asterix niet bij!"
- De naam van de druïde Amnésix is een woordspeling op amnesie.
- Een van de patiënten bij Amnésix denkt Napoleon te zijn. In de setting van Asterix weet echter nog niemand wie dit is.
- Een andere patiënt van Amnésix is een Goot, die verlegen is, wat een hinder is voor een woeste barbaar. Eenmaal genezen maakt hij de wachtruimte met de grond gelijk. In een zekere zin wilden Uderzo en Goscinny zich verontschuldigen voor de weergave van de Duitsers in Asterix en de Goten.
- In dit album wordt Heroix niet door twee maar door vier man op zijn schild rondgezeuld. In alle andere albums zijn het er slechts twee.

## Verfilming
Het verhaal werd in 1989 tot een langspeelanimatiefilm bewerkt, in combinatie met elementen uit een ander Asterix-album De ziener, onder de titel Asterix en de knallende ketel.
In 2021 werd aan de productie begonnen van een 3D-animatieserie gebaseerd op dit verhaal. De miniserie, Asterix & Obelix: De strijd van de stamhoofden, kwam in april 2025 uit op Netflix.

## Speciale editie
In 2017 werd een speciale uitgave van De strijd van de stamhoofden uitgebracht. Deze bevat 16 pagina's extra achtergrondmateriaal van het werk van Uderzo en Goscinny.